# Acanthiophilus ciconia
Acanthiophilus ciconia är en tvåvingeart som beskrevs av Munro 1957. Acanthiophilus ciconia ingår i släktet Acanthiophilus och familjen borrflugor. Inga underarter finns listade i Catalogue of Life.